# Тарасово (Бабаевский район)
Тарасово — деревня в Бабаевском районе Вологодской области.
Входит в состав Центрального сельского поселения, с точки зрения административно-территориального деления — в Центральный сельсовет.
Расстояние по автодороге до районного центра Бабаево составляет 90 км, до центра муниципального образования деревни Киино — 2 км. Ближайшие населённые пункты — Апучево, Давыдово, Петраково, Шилово, Янишево.
Население по данным переписи 2002 года — 7 человек.